# Dysphania percota
Dysphania percota (tên tiếng Anh: Bướm đêm Hổ Xanh) là một loài bướm đêm thuộc họ Geometridae. Loài này có ở Ấn Độ.

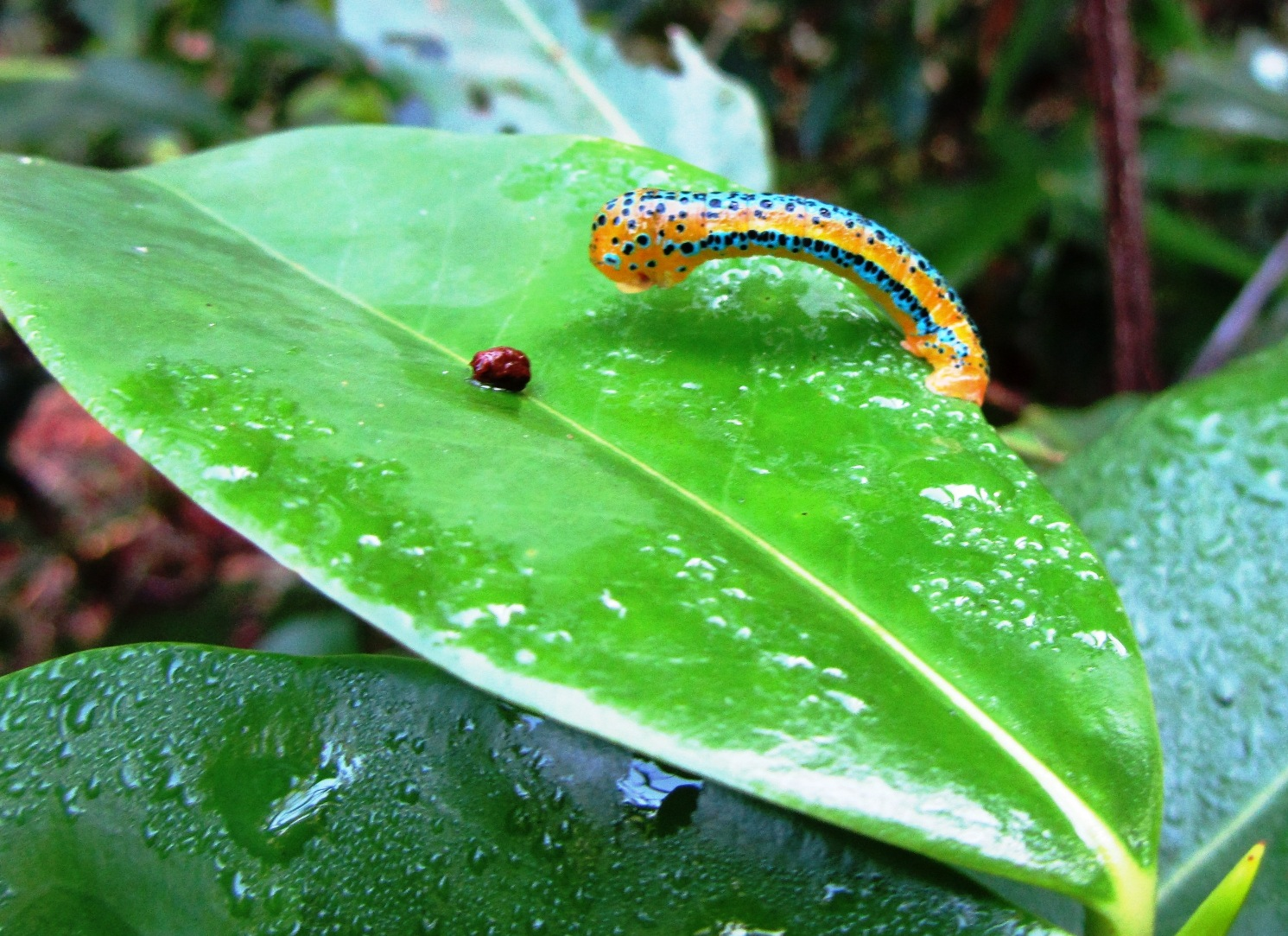
sâu bướm of Blue Tiger Moth

Ấu trùng ăn các loài Carallia.

## Hình ảnh

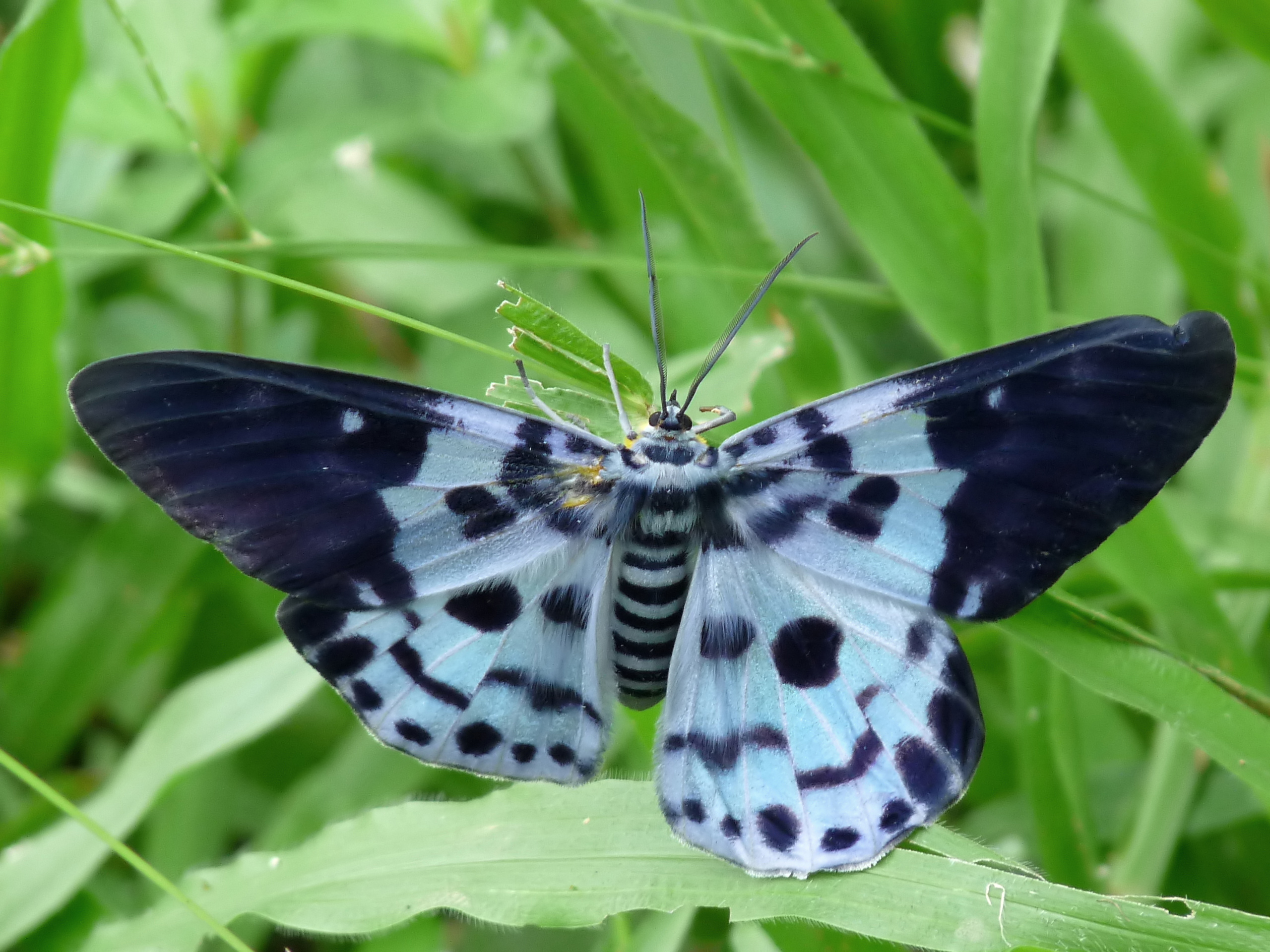
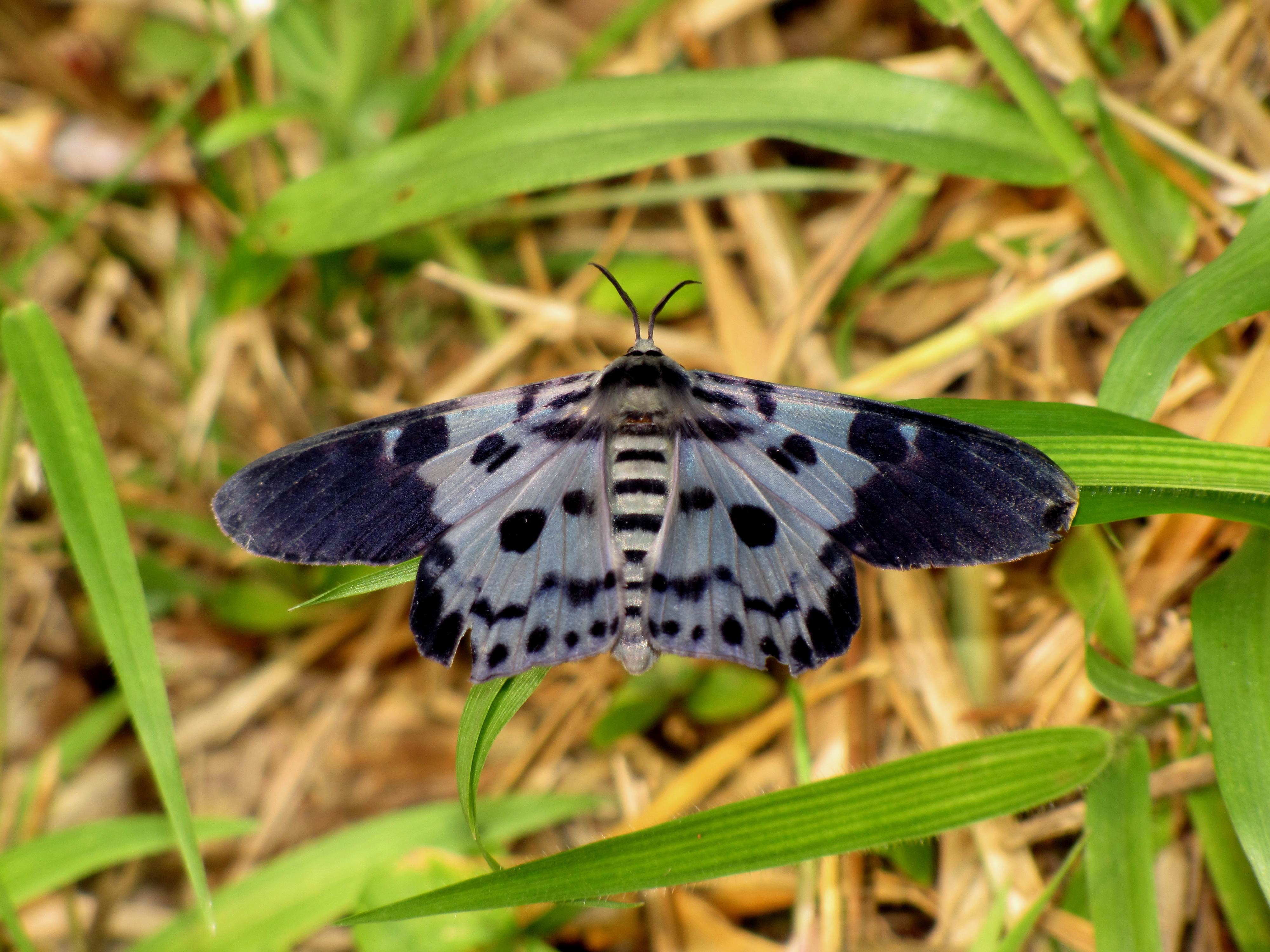
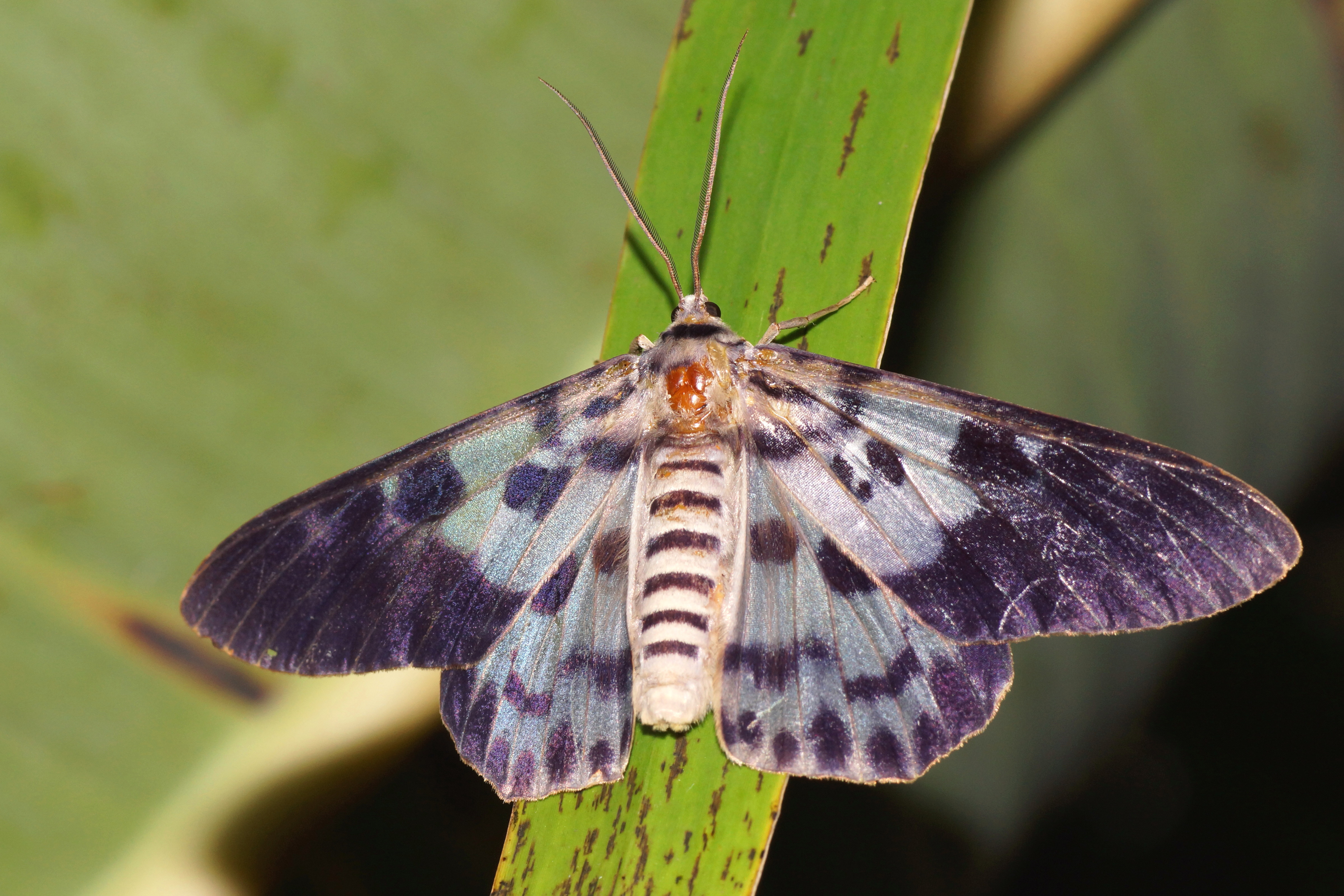
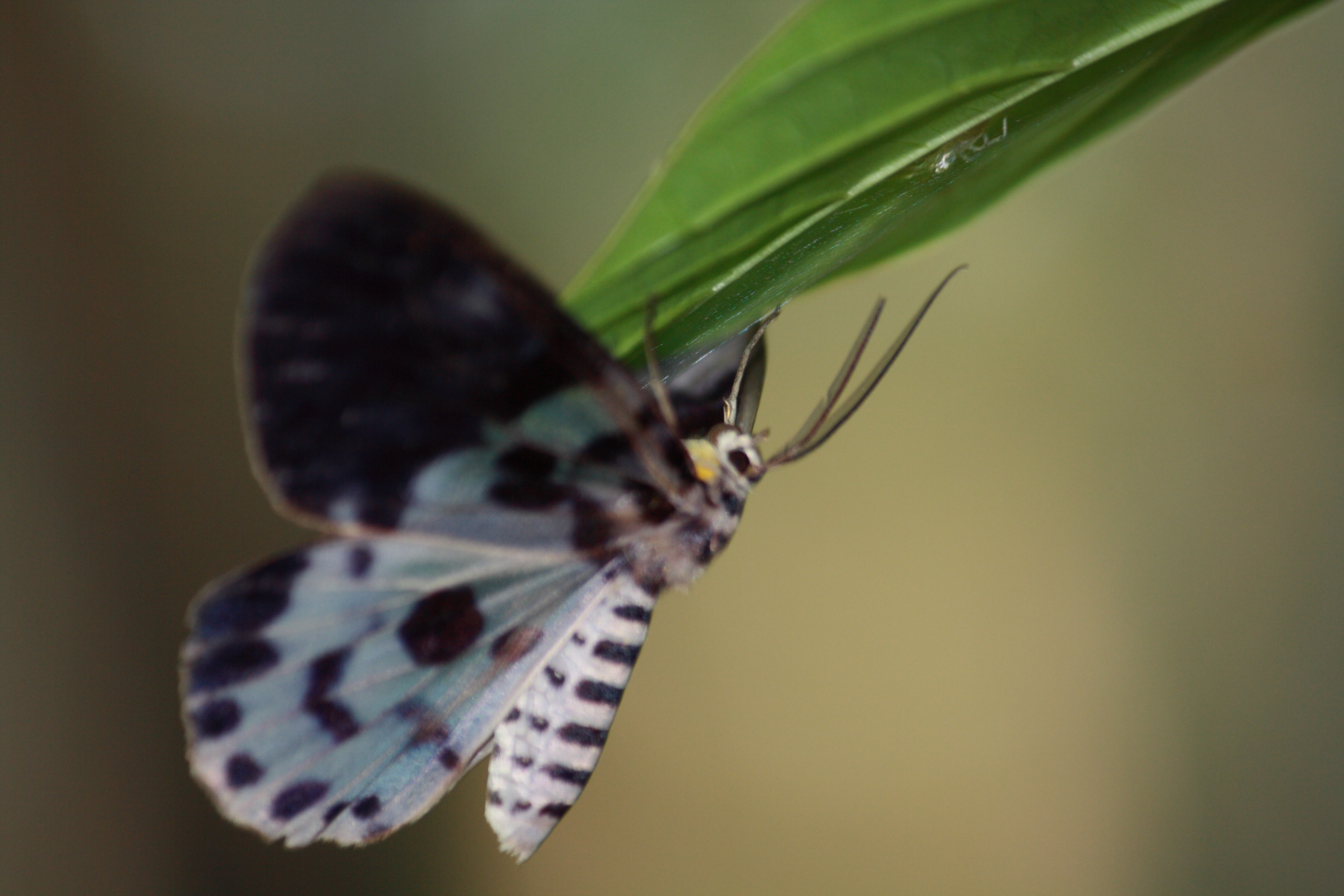